# Phyllophaga uniformis
Phyllophaga uniformis är en skalbaggsart som beskrevs av Blanchard 1851. Phyllophaga uniformis ingår i släktet Phyllophaga och familjen Melolonthidae. Inga underarter finns listade i Catalogue of Life.